# 대륙해군

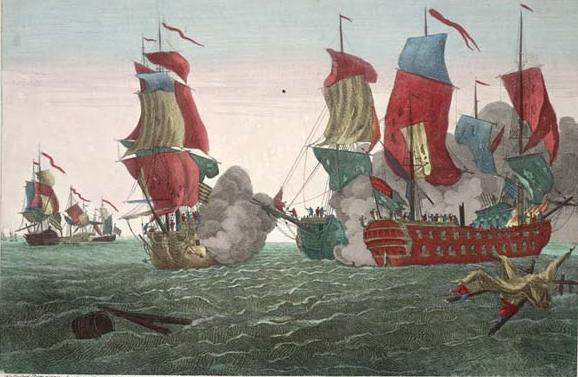

대륙해군(大陸海軍, Continental Navy)은 미국 독립 전쟁 당시 미국의 해군이다. 1775년 창설되었다.

## 같이 보기
- 유사전쟁
- 미국 해군
- 미국 독립 전쟁의 전투 목록